# Affaldscontainer
Galleri nederst på siden
Affaldscontainer beskriver stort set enhver hård indretning, der er bygget til at rumme affald. Affaldscontainere ses i alle størrelser fra 40 liter til 80 kubikmeter.
De mindste containere kaldes i daglig tale ofte affaldsbøtter. Disse er typisk spande eller små vogne med låg, der kan flyttes uden hjælpeværktøj og bruges til indsamling af mindre mængder affald, f.eks. fra en husstand, fra kopirummet, tomme poser ved flaskeautomaten og lignende.
De steder, hvor der er større mængder affald, har man oftest enten en frontloadercontainer, en vippecontainer eller en ophalercontainer, der alle kræver maskiner for at blive tømt.

## Typer
- En frontloadercontainer er en container, der med et sæt gafler løftes op over lastbilens førerhus og tømmes ned i et presserum på ladet.

- En vippecontainer/midi container tømmes normalt af de samme biler, som tømmer de mindre affaldsbøtter. Bilen bakker hen til containeren, og der sættes kæder, wirer eller stropper i to løfteøjer bagpå. Herefter vippes indholdet op i skuffen bag på bilen.

- En ophalercontainer tages op på en lastbil og køres til aflæssestedet. Der er flere måder at gøre dette på, disse er beskrevet på containerbil.

- En ophalercontainer kan i øvrigt også opbygges med et komprimatoranlæg, enten indbygget i containeren (komprimatorcontainer eller pressecontainer) eller stationært med tilhørende påspændt container (fraspændingscontainer).

- Krankasse metal brugers til deponeringsegnet affald fx jern og vinduer.[1]
- Kuber/bobler er en container placeret oven på jorden til fx glas og papir.[2]
- Underjordiske/nedgravede container har en større kapacitet og mindre overfald størrelse i forhold kuber, Molok er det dominere system på markedet.

- Lukket ophalercontainer
- Åben ophalercontainer
- Bilen bakker til den skrå ende, og containeren løftes i den anden ende med kroge
- 684 minicontainere klar til levering
- Frontloadercontainer
- Flaskebobler
- Indsamling af madaffald til svinefoder. Monteret med 40 og 60 liter-spande
- Avisbobler.
- Nedgravede containere til affald i Aarhus